# Bohuchval
Bohuchval je mužské křestní jméno slovanského původu. Stejný význam má německé jméno Gottdank. Vykládá se jako „bohu chvála“ nebo „boha chválící“.
Podle českého kalendáře má svátek 22. srpna.

## Bohuchval v jiných jazycích
- Slovensky: Bohuchval
- Rusky: Boguchval
- Slovinsky: Bogohval
- Polsky: Boguchwał

## Známí nositelé jména
- Bohuchval Berka z Dubé
- Bohuchval Bernard Valkoun z Adlaru
- Bohuchval Jaroslav z Náchoda
- Bohuchval Látal z Bavor